# Scott Township (Ogle County, Illinois)
Die Scott Township ist eine von 24 Townships im Ogle County im Norden des US-amerikanischen Bundesstaates Illinois.

## Geografie
Die Scott Township liegt im Norden von Illinois. Die Township schließt in südlicher Richtung an den Vorortbereich von Rockford an, der drittgrößten Stadt des Bundesstaates. Chicago liegt rund 135 km ostsüdöstlich, die Grenze zu Wisconsin rund 50 km nördlich und der Mississippi, der die Grenze zu Iowa bildet, rund 90 km westlich.
Die Scott Township liegt auf 42°06′25″ nördlicher Breite und 89°06′52″ westlicher Länge und erstreckt sich über 93 km².
Die Scott Township liegt im Nordosten des Ogle County und grenzt im Norden an das Winnebago County. Innerhalb des Ogle County grenzt die Scott Township im Osten an die Monroe Township, im Südosten an die Lynnville Township, im Süden an die White Rock Township und im Westen an die Marion Township.

## Verkehr
In der Scott Township kreuzen die in Ost-West-Richtung verlaufende Illinois State Route 72 und die in nord-südlicher Richtung verlaufende Illinois State Route 251. Alle weiteren Straßen sind County Highways sowie weiter untergeordnete und teilweise unbefestigte Fahrwege.
Parallel dazu verlaufen Eisenbahnlinien der Illinois Railway in Nord-Süd-Richtung und der Canadian Pacific Railway, die von Chicago nach Westen führt. Beide kreuzen innerhalb der Scott Township im Ort Davis Junction, dessen Name von dieser Kreuzung abgeleitet ist.
Der nächstgelegene Flughafen ist der rund 10 km nördlich der Township gelegene Chicago Rockford International Airport am südlichen Stadtrand von Rockford.

## Bevölkerung
Bei der Volkszählung im Jahr 2010 hatte die Township 3181 Einwohner. Neben Streubesiedlung existieren in der Monroe Township folgende Siedlungen:
- Davis Junction (Village)
- Holcomb1 (Unincorporated Community)

1 – teilweise in der White Rock Township